# Jurij Rodionov
Jurij Rodionov (Núremberg, Alemania, 16 de mayo de 1999) es un tenista austriaco. Su mejor puesto en la Clasificación ATP individual ha sido el 166.º en marzo de 2020, y en dobles, el 268.º en 2019. A nivel individual ha logrado cuatro títulos de la categoría Challenger y un título de la misma categoría en dobles.

## Títulos enChallengersyFutures(8; 7+1)
| Leyenda             | Individuales | Dobles |
| ------------------- | ------------ | ------ |
| ATP Challenger Tour | 7            | 1      |
| ITF Futures Series  | 0            | 0      |

### Individuales (7)
| N.º | Fecha                 | Torneo                   | Superficie    | Oponentes           | Resultado        |
| --- | --------------------- | ------------------------ | ------------- | ------------------- | ---------------- |
| 1.  | 16 de junio de 2018   | Challenger de Almaty     | Tierra batida | Pedja Krstin        | 7-5, 6-2         |
| 2.  | 9 de febrero de 2020  | Challenger de Dallas     | Dura          | Denis Kudla         | 7-5, 7-6(10)     |
| 3.  | 23 de febrero de 2020 | Challenger de Morelos    | Dura          | Juan Pablo Ficovich | 4-6, 6-2, 6-3    |
| 4.  | 27 de marzo de 2022   | Challenger de Biena      | Dura (i)      | Kacper Żuk          | 7-6, 6-4         |
| 5.  | 8 de mayo de 2022     | Challenger de Mauthausen | Tierra batida | Jiří Lehečka        | 6-4, 6-4         |
| 6.  | 26 de marzo de 2023   | Challenger de Biena      | Dura (i)      | Liam Broady         | 6-4, 0-0, ret.   |
| 7.  | 4 de febrero de 2024  | Challenger de Koblenz    | Dura (i)      | Brandon Nakashima   | 6-7(7), 6-1, 6-2 |

### Dobles (2)
| N.º | Fecha                | Torneo                 | Superficie    | Pareja          | Oponentes en la final                     | Resultado        |
| --- | -------------------- | ---------------------- | ------------- | --------------- | ----------------------------------------- | ---------------- |
| 1.  | 12 de mayo de 2019   | Challenger de Shymkent | Tierra batida | Emil Ruusuvuori | Gonçalo Oliveira Andrei Vasilevski        | 6-4, 3-6, [10-8] |
| 2.  | 31 de agosto de 2024 | Challenger de Mallorca | Tierra batida | David Pichler   | Anirudh Chandrasekar David Vega Hernández | 1–6, 6–3, [10–7] |

## Clasificación histórica
| Torneos de Grand Slam       |       |       |       |   |     |     |
| Abierto de Australia        | A     | Q1    | A     | 0 | 0-0 | 0%  |
| Roland Garros               | A     | Q1    | 2R    | 0 | 1-1 | 50% |
| Wimbledon                   | A     | Q1    | ND    | 0 | 0-0 | 0%  |
| Abierto de los EE. UU.      | A     | A     | A     | 0 | 0-0 | 0%  |
| Ganado-Perdido              | 0-0   | 0-0   | 1-1   | 0 | 1-1 | 50% |
| ATP World Tour Masters 1000 |       |       |       |   |     |     |
| Ganado-Perdido              | 0-0   | 0-0   | 0-0   | 0 | 0-0 | 0%  |
| ATP World Tour 500          |       |       |       |   |     |     |
| Ganado-Perdido              | 0-0   | 0-0   | 1-1   | 0 | 1-1 | 50% |
| ATP World Tour 250          |       |       |       |   |     |     |
| Ganado-Perdido              | 0-1   | 0-2   | 0-0   | 0 | 0-3 | 0%  |
| Representación nacional     |       |       |       |   |     |     |
| Copa Davis                  | A     | RGM   | RGM   | 0 | 0-3 | 0%  |
| Ganado-Perdido              | 0-0   | 0-2   | 0-1   | 0 | 0-3 | 0%  |
| Total G-P                   | 0-1   | 0-4   | 2-3   | 0 | 2-8 | 20% |
| Porcentaje                  | 0%    | 0%    | 40%   | - | -   | -   |
| Ranking                     | 236.° | 302.° | 142.° | - | -   | -   |

Actualizado al 23 de noviembre de 2020

## Récord ATP Frente a Tenistas Top 30
Actualizado al 23 de noviembre de 2020
| Nacimiento | Rival            | Ranking | Victorias | Derrotas | Total | Porcentaje |
| ---------- | ---------------- | ------- | --------- | -------- | ----- | ---------- |
| 1999       | Denis Shapovalov | 10      | 1         | 0        | 1     | 100%       |
| 1996       | Cristian Garin   | 18      | 0         | 1        | 1     | 0%         |
| 1986       | Pablo Cuevas     | 19      | 0         | 1        | 1     | 0%         |
| 1997       | Taylor Fritz     | 24      | 0         | 1        | 1     | 0%         |
| 1987       | Jérémy Chardy    | 25      | 1         | 0        | 1     | 100%       |
| 1990       | Daniel Evans     | 28      | 1         | 0        | 1     | 0%         |